# Audovera

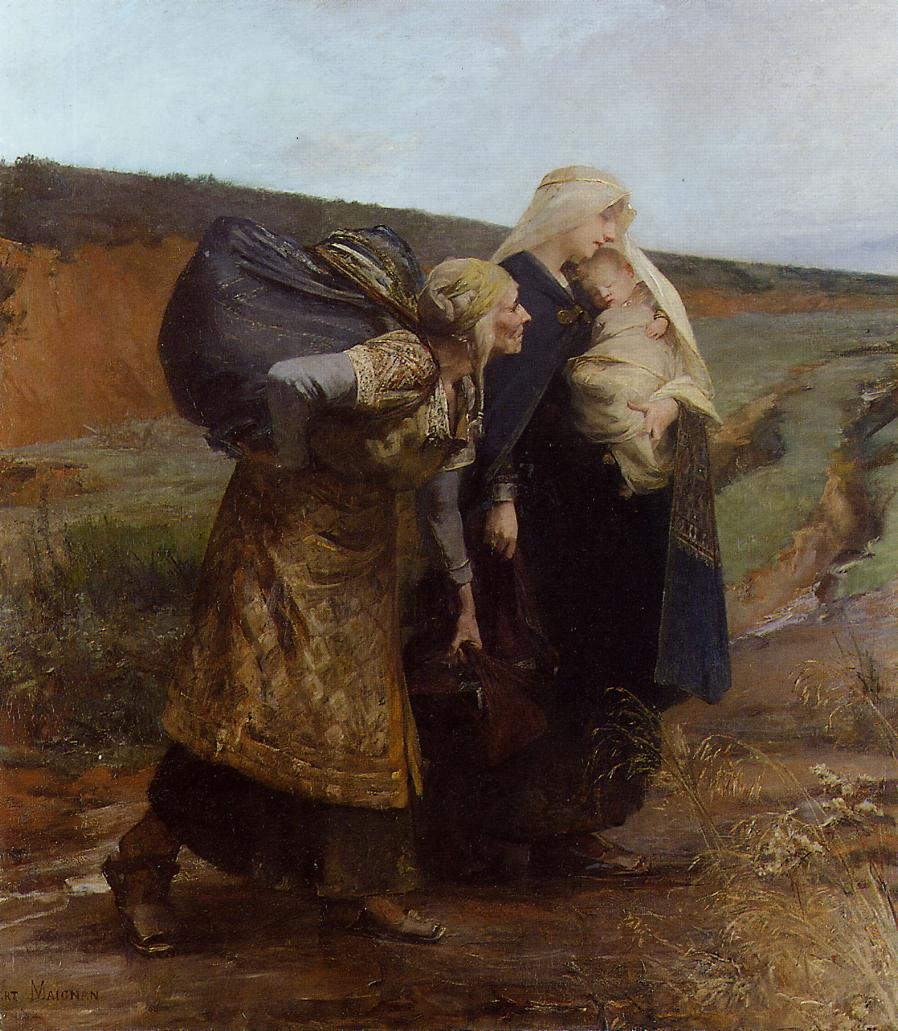
Die verstossene Audovera, Ölgemälde von Albert Maignan

Audovera (* wohl 535; † Oktober/November 580) war eine der fränkischen Aristokratie entstammende Frankenkönigin. Seit etwa 549/550 war sie die erste Ehefrau des merowingischen Königs von Neustrien, Chilperich I.
Die Kinder aus Audoveras Ehe waren:
- Merowech, der älteste Sohn. Er stand in Opposition zu seinem Vater, heiratete Brunichild, die Witwe von König Sigibert I. von Austrasien († 575) und Schwester seiner Stiefmutter Gailswintha; 577 wurde er erschlagen. Begraben wurde er in St. Vincent in Paris.
- Theudebert, der im Krieg zwischen seinem Vater und Sigibert I. ein wichtiger Heerführer war
- Chlodwig (Chlodowech), der (wohl nach Merowechs Tod) erfolglos eine Rebellion gegen seinen Vater plante; † 580/585 in Noisy-le-Grand, ermordet (von Fredegunde), begraben in St. Vincent in Paris
- Basina, † nach 590, ab 580 Nonne in der Abtei Sainte-Croix zu Poitiers
- ? Childesinth (siehe auch: Falsche Merowinger)

Zu ihrem Gesinde gehörte die spätere Geliebte und Ehefrau Chilperichs Fredegunde.